# 兼平町
兼平町（かねひらちょう）は、愛知県津島市の地名。現行行政地名は兼平町一丁目及び兼平町二丁目。

## 地理
津島市西部に位置する。西は又吉町、南は片岡町、北は又吉町に接する。

## 歴史

### 沿革
- 1953年（昭和28年） - 津島市大字津島の一部により、同市兼平町として成立[1]。

## 世帯数と人口
2018年（平成30年）1月1日現在の世帯数と人口は以下の通りである。
| 丁目         | 世帯数  | 人口  |
| ------------ | ------- | ----- |
| 兼平町一丁目 | 135世帯 | 316人 |
| 兼平町二丁目 | 127世帯 | 299人 |
| 計           | 262世帯 | 615人 |

### 人口の変遷
国勢調査による人口の推移
| 1995年（平成7年）  | 625人 | [ 7 ]  |  |
| 2000年（平成12年） | 607人 | [ 8 ]  |  |
| 2005年（平成17年） | 640人 | [ 9 ]  |  |
| 2010年（平成22年） | 649人 | [ 10 ] |  |
| 2015年（平成27年） | 638人 | [ 11 ] |  |

## 学区
市立小・中学校に通う場合、学区は以下の通りとなる。また、公立高等学校に通う場合の学区は以下の通りとなる。
| 丁目         | 番・番地等 | 小学校           | 中学校             | 高等学校 |
| ------------ | ---------- | ---------------- | ------------------ | -------- |
| 兼平町一丁目 | 全域       | 津島市立北小学校 | 津島市立藤浪中学校 | 尾張学区 |
| 兼平町二丁目 | 全域       | 津島市立北小学校 | 津島市立藤浪中学校 | 尾張学区 |

## 施設
- 近藤毛織[6]
- 伊藤毛織[6]
- 金刀比羅神社[6]北緯35度11分6.2秒 東経136度43分34秒 / 北緯35.185056度 東経136.72611度
- 浄土宗西山禅林寺派西岸寺[6]北緯35度11分13.5秒 東経136度43分41.7秒 / 北緯35.187083度 東経136.728250度
- みどり幼稚園[6]

## その他

### 日本郵便
- 郵便番号 : 496-0812[4]（集配局：津島郵便局[14]）。